# Filbornaskolan
Filbornaskolan är en gymnasieskola i Helsingborg som togs i drift år 1984. Den har omkring 700 elever varav omkring hälften kombinerar gymnasiestudierna med någon form av idrottsprogram. 
Skolan har för närvarande (2023) följande program:
- Barn- och fritidsprogrammet
- Ekonomiprogrammet
- Industritekniska programmet
- Naturvetenskapsprogrammet
- Samhällsvetenskapsprogrammet
- Filbornaskolans idrottsgymnasium

## Idrottsgymnasium
Filbornaskolans idrottsprogram har funnits i drygt 20 år och många lokala och nationella idrottare har gått i gymnasiet på Filborna.
Filbornaskolans idrottsgymnasium är ett riksidrottsgymnasium med utbildning i golf och simning. Nationell godkänd idrottsutbildning bedrivs inom ett flertal idrotter, såsom basket, bordtennis, brottning, golf, fotboll, handboll, innebandy, konståkning, tennis och simning.
På det lokala idrottsgymnasiet finns möjlighet att kombinera gymnasieprogrammet med träning två gånger i veckan på skoltid. 
Bland tidigare elever kan nämnas fotbollsspelarna Henrik Larsson och Andreas Granqvist, simmarna Johanna Sjöberg och Emma Igelström, samt musikern Eric Saade.